# Код белог коња
Код белог коња је дело детективске фантастике британске списатељице Агате Кристи, које је први пут објавио у Великој Британији од стране издавача Collins Crime Club 6. новембра 1961, а у САД Dodd, Mead and Company наредне године. Британско издање је коштало је петнаест шилинга а америчко 3,75 долара. У роману се појављује детективка Аријадна Оливер као споредан лик, а тоном одражава натприродне романе писца Дениса Витлија који је тада био на врхунцу популарности. Бели коњ се помиње у Откривењу 6 :8, где га јаше Смрт.

## Увод у радњу
Госпођа Дејвис на самрти даје своју последњу исповест римокатоличком свештенику оцу Горману, али му заједно са исповешћу даје и списак имена и страшну тајну. Међутим, пре него што је успео да предузме ишта, он бива убијен у магли. Док полиција почиње да истражује, млади јунак почиње да саставља доказе који га одводе на конвергентни пут.

## Радња
Марк Истербрук, централни лик књиге и њен главни приповедач, види тучу између две девојке у кафићу у Челсију током које је једна другој ишчупала прамен косе из корена. Убрзо затим сазнаје да је једна од девојака, Томасина Такертон, умрла. На вечери са пријатељицом, извесна Попи Стирлинг помиње нешто што се зове "Бели коњ" који организује смрти, али се одједном уплашила што је то поменула и неће више да говори о томе.
Када је Марк наишао на полицијског хирурга Коригана, он сазнаје за списак презимена пронађених у ципели убијеног свештеника Оца Гормана. На списку се налазе презимена Кориган, Такертон и Хаскет-Дубоа (исто презиме као презиме Маркове куме која је недавно умрла, како се чини, природном смрћу). Марк почиње да се плаши да списак садржи презимена оних који су мртви или ће ускоро умрети.
Када је Марк отишао на сеоски вашар који је организовала његова сестра од тетке у Мач Дипингу са чувеном списатељицом загонетки Аријадном Оливером, он је чуо за кућу која је настала из старе гостионице под називом "Бели коњ". У кући живе три савремене „вештице“ које предводи Тирза Греј. Обилазећи куће у околини, Марк упознаје господина Венаблса, непокретног човека који нема очигледног објашњења за своје значајно богатство.
Марк такође посећује "Белог коња", а Тирза Греј са њим разговара о способности убијања на даљину за коју тврди да је развијена. Ретроспективно, Марку се чини да му је она описала услугу коју би била спремна да пружи. У оквиру полицијске истраге, сведок Закарија Озборн описује човека виђеног како прати оца Гормана непосредно пре убиства. Касније Озборн говори полицији да је видео истог човека у инвалидским колицима. Иако сазнаје да је човек, Венаблс, осакаћен од дечије парализе и да није способан да стоји због атрофије ногу, Озборн остаје сигуран у своје препознавање и указује да је Венаблс могао да лажира свој инвалидитет.
Маркова девојка Хермија не схвата озбиљно његове све веће страхове и он постаје незадовољан њом. Међутим, он добија подршку од Аријадне Оливер и од попадије Дејн Калтроп, која жели да заустави било какво зло које би се могло догодити. Марк такође постаје савезник Кетрин "Џинџер" Кориган, девојке коју је упознао у околини и која успешно привлачи Попи о организацији "Бели коњ". Џинџер добија од Попи адресу у Бирмингему где Марк упознаје господина Бредлија, заступника без права који описује начин на који "Бели коњ" функционише без кршења закона - да се Бредли клади да ће неко умрети у одређеном временском раздобљу, а да се странка клади на супротно. Ако дотична особа умре у том року, странка мора да плати. (Једна странка која је одбила пала је испред воза и погинула).
Уз сагласност инспектора Лежена и сарадњу Џинџер, Марк пристаје да тражи убиство своје прве жене коју ће глумити Џинџер. На некаквом обреду у "Белом коњу", Марк сведочи да Тирза очигледно каналише злоћудни дух кроз електрични апарат. Убрзо након тога, Џинџер се разболела и почела брзо да вене. У очају, Марк се поново окреће Попи која помиње да је њена другарица Ајлин Брендон дала оставку у истраживачком удружењу под називом ПРК (Поверљива реаговања купаца) које је изгледа повезано са "Белим коњем". Када је госпођа Брендон саслушана, она открива да су и она и госпођа Дејвис радиле за удружење које је испитивало циљане људе о томе коју храну, козметику и лекове користе.
Аријадна Оливер је звала Марка због кључне везе коју је успоставила: још једна жртва "Белог коња" Мери Делафонтејн изгубила је косу током своје болести. Иста ствар се десила и леди Хаскет-Дубои, а и Томасини је коса лако ишчупана током борбе. Штавише, и Џинџер је почела да опада коса. Марк препознаје да су то назнаке тровања талијумом, а не нека врста сатанског атентата.
Откривено је да је Озборн био мозак који стоји иза удружења "Бели коњ" и да је елемент црне магије био део погрешног усмерења са његове стране. Убиства су почињена заменом производа које су жртве навеле у истраживању ПРК-а отрованим. Озборнов неспретни покушај да умеша Венаблса био је суштинска грешка. Након Озборновог хапшења, Марк и Џинџер, која се опоравила су се верили.

## Ликови
- Марк Истербрук, историчар који истражује Могуле
- Инспектор Лежен, истражни службеник
- Аријадна Оливер, прослављена списатељица (по мотивима Агате Кристи)
- Џим Кориган, полицијски хирург
- Џинџер Кориган, млада жена (није у роду са Џимом)
- Господин Венаблс, богат човек и инвалид у колицима
- Закарија Озборн, фармацеут
- Господин Бредли, правни заступник "Белог коња"
- Тирза Греј, практиканткиња мрачних вештина
- Сибил Стамфордис, медијум
- Бела Веб, куварица Тирзе Греј и самозвана вештица
- Томасина Такертон, богата млада жена
- Памела "Попи" Стирлинг, запослена у "Свећари Д.О.О."
- Отац Дејн Калтроп, месни свештеник
- Попадија Калтроп, попадија
- Рода Деспард, сестра од тетке Марка Истербрука
- Пуковник Хју Деспард, Родин муж
- Госпођа Такертон, Томасинина маћеха (и наследница)
- Госпођа Копинс, власница пансиона у коме умире госпођа Дејвис
- Ајлин Брандон, бивша радница Цустомерс' Реацтионс Цлассифиед
- Хермија Редклиф, Маркова претенциозна девојка
- Дејвид Ардингли, Марков друг историчар
- Отац Горман, римокатолички свештеник

### Ликови који се понављају у другим делима
- Аријадна Оливер се такође појављује у делима Паркер Пајн истражује, Карте на столу, Смрт госпође Мекгинти, Вашар злочина, Трећа девојка, Ноћ вештица и Слонови памте.
- Пуковник Деспард (као мајор Џон Деспард) и Рода Деспард (девојачко Дос) се такође појављују у роману Карте на столу.
- Отац и госпођа Калтроп се такође појављују у роману Кобни прст.
- Лик по имену Мери Делафонтејн појављује се у краткој причи "Како расте твој врт" (иако је у питању друга жена)
- У роману Убиство је најављено презиме ликова Пипа и Еме је Стамфордис.

## Књижевни значај и пријем
Френсис Ајлс (Ентони Беркли Кокс) је похвалио роман у издању часописа Чувар 8. децембра 1961. године: „Госпођа Агата Кристи је наш најближи приступ вечном кретању. И не само да се никада не зауставља, већ скоро сваки пут испушта лопту у шољу скоро сваки пут и ако се понекад подсетимо оних аутоматских стројева где се повуче ручка и из ње искочи готов производ, то је похвала аутоматици, а никако одраз госпође Кристи. Ручка производи производ који је не само на нивоу мерила већ и изнад њега. Коб Белог коња је у ствари најбољи узорак из ове творнице већ неко време, а то много говори. Тема црне магије обрађена је на мајсторски и злокобни начин, а одати оно што је иза ње било би неопростиво. Ово је књига коју нико (понављам нико) не би смео да пропусти.“ Ајлс је даље именовао роман као свој омиљени у избору списка за крај године објављеном недељу дана касније, написавши да „Није било изузетна година за крими жанр, али као и обично било је један или два прворазредна предмета. Најбоља слагалица је свакако била Код Белог коња Агате Кристи .“
Роберт Барнард: „Добар касни пример – лабаво зацртан, али са интригантном, фантастичном централном замисли. Радња се односи на организацију типа Убиство Д.О.О. са јаким слојем црне магије. Такође користи 'Кутију', део псеудонаучни хокус-покус савремен у Западној земљи педесетих (једна од ствари која је Воа довела до ивице лудила, како је испричано у Пинфолду ).“
У "Бингу!" за чланак Недељне забаве издања #1343-44 (26. децембар 2014–3. јануар 2015), писци су изабрали Коб Белог коња као „омиљени НЗ-а“ на списку „Девет великих Кристиних романа“.

## Помињања и алудирања

### Помињање других дела
Неколико Кристиних ранијих ликова се поново појављује у овој књизи. Поред Аријадне Оливер, у заплету учествују и мајор Деспард и његова супруга Рода (који су се упознали и заљубили у роману Карте на столу). Попадија Калтроп из романа Кобни прст такође се поново појављује у приближно истој улози коју је играла у тој књизи: разумна, али одана хришћанка која жели да се злу заустави.
Госпођа Оливер се плаши да присуствује вашару из разлога који ће читаоцима бити очигледни из њеног претходног појављивања у Кристином роману: Вашар злочина.
Госпођа Ланкастер из романа Трнци у прстима је можда поменута у разговору када је један од ликова Дејвид Ардингли поменуо како је упознао једну старицу у дому која говори потпуно исту фразу од које се Тапенс смрзла до кости, а који је имао сличан ефекат и на Ардинглија. Госпођа Ланкастер је ипак поменула „десет и једанаест”, док је Ардинглијево сећање поменуто време ставило у „12.10”.

### Помињање у правој повести
Овај роман је значајан међу Кристиним књигама јер му се приписује да је спасио најмање два живота пошто су читаоци препознали назнаке тровања талијумом из његовог описа у књизи.
- Године 1975. Кристијева је добила писмо од једне жене из Латинске Америке која је препознала назнаке тровања талијумом и тако спасила жену од спорог тровања од стране њеног мужа.
- 1977. године, 19-месечно дете из Катара патило је од тајанствене болести. Пошто је беба пребачена у Лондон, медицинска сестра Марша Мејтленд која је читала Код Белог коња тачно је указала да је беба патила од тровања талијумом.[9]
- У другом случају 1971. године захваљујући овој књизи ухваћен је низни убица Грејем Фредерик Јанг који је потровао неколико људи, од тога троје смртно. Лекар који је разговарао са Скотланд Јардом прочитао је Код Белог коња и схватио да је тајанствена "бовингдонска буба" (смрти су се догодиле у творници у Бовингдону у Енглеској) у ствари тровање талијумом.[10]

За роман се такође наводи да је био „подстрек“ за такозвана „Убиства у Менси“. Године 1988, члан удружења "Менса" Џорџ Трепал отровао је своје суседе Паја и Пеги Кар и њихову децу талијумом унетим у флашицама кока-коле од осам паковања. Пеги Кар је подлегла док су остали преживели напад.

## Прилагођавања

### Филм
Роман је први пут адаптирао ITV за телевизију 1996. године, у 100-минутном ТВ филму са Колином Бјукененом у улози Марка Истербрука. Ова верзија је изоставила лик Аријадне Оливер. То чини Истербрука осумњиченим за убиство оца Гормана. У почетку се чини да су убиства планирала Венаблес, за кога се испоставило да није непокретан, али се на крају ипак открива да је Озборн убица.

### Телевизија
Иста мрежа је касније направила другу адаптацију коју је урадио Расел Луис за пету сезону Госпођице Марпл са Џулијом Макензи у главној улози 2010. Како је лик госпођице Марпл постао главни истражитељ радње, направљено је неколико измена за екранизацију:
- Ликови Аријадне Оливер, Памеле „Попи“ Стирлинг, пуковника и Роде Деспард, Џима Коригана и отац и попадија Калтроп изостављени су из екранизације. Изостављање Роде и пуковника Деспарда вероватно је последица чињенице да је у екранизацији романа Карте на столу за серију Поаро Рода умрла уместо Ен Мередит, а пуковник Деспард се заљубио у Ен уместо тога.
- За то су измишљени нови ликови:
  - Капетан Котам – мештанин у Мач Дипингу са чврстим ненаклоношћу према Венаблсу. Обојица се не слажу, а Котам тврди да је Венаблс одговоран за пожар у његовој кући.
  - Канга Котам - Капетанова супруга, одсела је са њим у Тхе Пале Хорсе
  - Лидија Харснет – домаћица Котамових, која тајно има аферу са мужем.
- Отац Горман постаје пријатељ госпођице Марпл и шаље јој списак имена које је добио од госпође Дејвис непосредно пре његовог убиства. Пошто је сазнала за његову смрт и дошла у Лондон, госпођица Марпл посећује госпођу Дејвис кући и налази други списак имена у једној од њених ципела. Пошто је Памела изостављена из екранизације, госпођицу Марпл води до "Белог коња" други списак написан на папиру са заглављем преузетом из хотела који је такође укључивао датуме поред имена на себи.
- Док је "Бели коњ" у роману претворен из куће, у екранизацији је приказано да је све време био хотел, а купили су га Тирза Греј и њене сараднице убрзо пошто је претходни власник изгубио жену. Вашар одржан у селу се и даље дешава, али у њему не учествује сестра од тетке Марка Истербрука Рода Дос јер се не појављује.
- Бредлијева пословница је премештена из Бирмингема у Чаринг Крос у Лондону док је његова адреса дата госпођици Марпл преко Џинџер Кориган која је пронашла његову посетницу током забаве коју је држала госпођа Такертон због изостављања Памеле која је открила тај податак њој у роману.
- Томасина Такертон није укључена у тучу у екранизацији.
- Прво име Озборна је промењено из Закарије у Пол док је његово занимање промењено у члан пословнице за продају, а не фармацеут. Остале измене су укључивале покушај Озборна да отрује госпођицу Марпл која га је навела да поверује да јесте отрована, а није била и открива да је открила његов покушај грешком коју је направио што није посматрао њен осећај за ред и благу промену у наговарање за убиство од стране Марка у чему је већа умешаност полиције док се Џинџер није разболела јер није била отрована.
- Сазнање о умешаности госпође Дејвис у ЦРЦ је откривено другачије због изостављања Памеле и Ајлин – инспектор Лежен је сазнао за ЦРЦ тако што је Бредли праћен убрзо пошто се састао са Марпловом испред своје пословнице за шта је Марплова сумњала да је госпођа Дејвис имала везе са њом због тога што је раније питала госпођу Копинс о њеном раду.
- Током Озборновог покушаја да баци сумњу на Венаблса, он је одвео госпођицу Марпл да шпијунирају његову кућу током мрака и видели су га како устаје из инвалидских колица да навуче завесе. (Ово је појачало Озборнову лажну тврдњу да је раније видео Венаблса (или истог двојника) како прати оца Гормана у Лондону.) Последњи призор сукоба објашњава да је инспектор Лежен био прерушен у Венаблса у кући па отуда и његова способност да хода. Прави Венаблс је заиста непокретан.

Роман је екранизован и као епизода француске телевизијске серије Мала убиства Агате Кристи из 2016.
У јуну 2019. године објављено је да ће Сара Фелпс која је радила на неколико Кристиних екранизација за ББЦ и Мамут Скрин радити на екранизацији романа Код Белог коња. Дводелна серија је емитована 9. и 16. фебруара 2020. на BBC One. У глумачкој постави били су Руфус Севел као Марк Еастерброок, Шон Пертви као инспектор Лежен, Берти Карвел као Закарија Озборн, Каја Скоделарио као Хермија и Шила Атим, Рита Ташигем и Кети Кира Кларк као „вештице“ из Мач Дипинга. Екранизација је само врло лабаво заснован на роману, одступајући на много значајних начина, међу којима је и приказ Марка Истербрука као двапут ожењеног противјунака. Часопис Независтан је приметио да је донео „задовољавајући закључак упркос уобичајеним лудачким узбуђењима“ док је Телеграф тврдио да је бацио „кухињску судоперу пуну пацова у ово поновно писање Агате Кристи“.

### Радио
Роман је два пута адаптиран за Би-Би-Си Радио:
- Адаптација је емитована 1993. за прославу 50. годишњице Би-Би-Си Радија 4 у суботу увече. Ово је драматизовао Мајкл Бејквел, а у њој су играли Џереми Клајд као Марк Истербрук, Стефани Кол као Аријадна Оливер, Теренс Александер као господин Венаблс, Мери Вимбуш као Тирза Греј, Хилда Шродер као Бела, Стивен Ходсон као Џим Кориган, Џонатан Адамс као инспектор Лежен и Федереј Холмес као Џинџер.[18]
- Нова адаптација Би-Би-Сија радија 4 у три дела први пут је емитована у септембру 2014. и поново је емитована у јануару 2018. Ово је драматизовала Џој Вилкинсон, а у њој су играли Џејсон Хјуз као Марк Истербрук, Еленор Брон као Тирза, Џорџија Грум као Џинџер, Мајкл Бертеншо као инспектор Лежен, Фиби Прајс као Хермија, Рон Кук као Озборн и Николас Џонс као Венаблс.[19]

## Историја публикације
- 1961, Collins Crime Club (Лондон), 1961, Hardback, 256 pp
- 1962, Dodd Mead and Company (Њујорк), 1962, Hardback, 242 pp
- 1963, Pocket Books (Њујорк), Paperback
- 1964, Fontana Books (Imprint of HarperCollins), Paperback, 191 pp
- 1965, Ulverscroft Large-print Edition, Hardcover, 256 pp
- 2011, HarperCollins; Facsimile edition Hardcover: 256 pages  978-0-00-739572-9